# Melissodes intorta
Melissodes intorta är en biart som beskrevs av Cresson 1872. Melissodes intorta ingår i släktet Melissodes och familjen långtungebin. Inga underarter finns listade i Catalogue of Life.